# Supercupa Azerbaidjanului
Supercupa Azerbaidjanului (azeră Azərbaycan Milli Futbol Superkuboku)este competiția fotbalistică de supercupă din Azerbaidjan, disputată anual între campioana din Prima Ligă Azeră și câștigătoarea Cupei Azerbaidjanului.
Ediția inaugurală a competiției a avut loc în anul 1993, iar între anii 1996 și 2012 competiția nu s-a ținut.
În 2013, Liga Profesionistă de Fotbal a Azerbaidjanului a decis să resusciteze Supercupa Azerbaidjanului. Khazar Lankaran a devenit prima câștigătoare de la relansarea competiției.

## Ediții
| An                       | Câștigătoare    | Scor            | Finalistă       |
| ------------------------ | --------------- | --------------- | --------------- |
| 1993                     | Neftchi Baku    | 4:1             | Inshaatchi Baku |
| 1994                     | Qarabağ         | ????            | ????            |
| 1995                     | Neftchi Baku    | 1:1 (pen. 10–9) | Turan           |
| Competiția nu a avut loc |                 |                 |                 |
| 2013                     | Khazar Lankaran | 2:1             | Neftchi Baku    |

## Performanțe pe echipe
| Club                     | Titiluri |
| Neftchi Baku             | 2        |
| Qarabağ, Khazar Lankaran | 1        |